# Плохинський Михайло Мелентійович
Плохинський Михайло Мелентійович (1864, Курська губернія — 1906, Харків) — історик-архівіст.

## Життєпис
Народився в селянській сім'ї. Після закінчення історико-філологічного факультету Харківського університету працював викладачем історії у Першій чоловічій гімназії Харкова.
З 1889 — член Харківського історико-філологічного товариства; з 1888 по серпень 1897 поєднував роботу в гімназії з роботою штатного архіваріуса Харківського історичного архіву. Деякий час працював архіваріусом архіву
Харківського університету.
Працюючи в Харківському історичному архіві, здійснював каталогізацію архіву Малоросійської колегії та систематичне описання Харківського відділення архіву.
Влітку 1889 обстежив приватні, монастирські, церковні та відомчі архіви Чернігова та Чернігівської губернії; склав описи 20 архівів, в яких зберігалися документи XVI–ХІХ ст. та зробив копії найцінніших документів. В результаті цієї роботи вийшла книга «Архивы Черниговской губернии», за яку його було обрано членом-кореспондентом Московського археологічного товариства.

## Праці
- Архивы Черниговской губернии. — М., 1899.